# PL/M
PL/M (англ. Programming Language for Microcomputers) - процедурна мова програмування, розроблена в 1972 фірмою Digital Research для мікропроцесорів Intel.
Мова запозичила ідеї з PL/I, ALGOL, XPL і мала інтегрований макропроцесор. Компілятори PL/M існували для ранніх моделей процесорів Intel: 8008, 8080, 8051, 8086, 286, 386 і Intel 80486.
У СРСР мову було адаптовано під назвою ПЛ/М-80 і використовували в ОС ДОС 1800 для мікро-ЕОМ СМ 1800, версія для процесора 8086 під назвою ПЛ/М-86 входила до складу набору операційних систем для мікро-ЕОМ СМ 1810.